# Лысцево (Раменский район)
Лы́сцево — деревня в Раменском муниципальном районе Московской области. Входит в состав сельского поселения Ульянинское. Население — 44 чел. (2010).

## Название
Название связано с некалендарным личным именем Лысец.

## География
Деревня Лысцево расположена в южной части Раменского района, примерно в 34 км к югу от города Раменское. Высота над уровнем моря 146 м. В деревне только одна улица — Запрудная. Ближайший населённый пункт — деревня Фоминское.

## История
В 1926 году деревня являлась центром Лысцевского сельсовета Чаплыженской волости Бронницкого уезда Московской губернии.
С 1929 года — населённый пункт в составе Бронницкого района Коломенского округа Московской области. 3 июня 1959 года Бронницкий район был упразднён, деревня передана в Люберецкий район. С 1960 года в составе Раменского района.
До муниципальной реформы 2006 года деревня входила в состав Ульянинского сельского округа Раменского района.

## Население
| 1926 | 2002 | 2010 |
| ---- | ---- | ---- |
| 449  | ↘34  | ↗44  |

В 1926 году в деревне проживало 449 человек (169 мужчин, 280 женщин), насчитывалось 96 хозяйств, из которых 95 было крестьянских. По переписи 2002 года — 34 человека (11 мужчин, 23 женщины).